# یوسف‌آباد (منوجان)
یوسف‌آباد، روستایی از توابع بخش مرکزی شهرستان منوجان در استان کرمان ایران است.

## جمعیت
این روستا در دهستان قلعه قرار دارد و براساس سرشماری عمومی نفوس و مسکن در سال ۱۳۹۵، جمعیت آن برابر با ۴۵۶ نفر (۱۴۵ خانوار) بوده‌است.